# África Oriental Italiana
África Oriental Italiana (en italiano: Africa Orientale Italiana, AOI) fue una posesión italiana ubicada en África entre 1936 y 1941, conformada por los territorios del Imperio etíope, ocupado después de la segunda guerra ítalo-etíope, y las colonias italianas de Eritrea y Somalia. Fue establecida en nombre de Víctor Manuel III, rey de Italia, que a partir de entonces añadiría a sus títulos el de emperador de Etiopía. 
En agosto de 1940, tras el comienzo de la Segunda Guerra Mundial, incorporó también los territorios recientemente conquistados de la Somalilandia Británica. Durante la campaña militar del África Oriental las fuerzas aliadas lideradas por Gran Bretaña lograron derrotar al Regio Esercito italiano y conquistaron toda la región, con lo que desaparecía la colonia italiana.

## Historia

Batallas y movimientos en 1934 durante la segunda guerra ítalo-etíope.

Batallas y movimientos en mayo de 1936 durante la segunda guerra ítalo-etíope.

La colonia fue establecida en 1936, tras la victoria del dictador italiano Benito Mussolini durante la segunda guerra ítalo-etíope. La derrota de Haile Selassie supuso la desaparición del Imperio Etíope.
El control en la África Oriental Italiana fue ostentado por poblaciones nativas (somalíes o eritreos), especialmente aquellas que aspiraban a integrar su cultura en el Imperio italiano a través de la política fascista. Pero los etíopes se opusieron frontalmente: en febrero de 1937, después de un fallido intento de asesinato del virrey italiano Rodolfo Graziani, este ordenó a los soldados italianos saquear el famoso monasterio etíope de Debre Libanos, donde los guerrilleros etíopes se habían refugiado temporalmente tras el fracaso del atentado. Los monjes y monjas del monasterio fueron ejecutados. Posteriormente, soldados italianos destruyeron los asentamientos nativos de Addis Abeba, siendo asesinados unos 30.000 etíopes y sus viviendas quemadas hasta los cimientos. La política colonial fascista en el AOI tenía características típicas del divide y vencerás: Con la idea de dividir a los Amaras cristianos ortodoxos, el territorio de Amara reclamado por los eritreos fue entregado a la gobernación de Eritrea mientras que la región de Ogaden reclamada por los somalíes fue entregado a la gobernación de Somalia. Los esfuerzos de reconstrucción después de la guerra de 1936 se concentraron en la idea de beneficiar a las poblaciones musulmanas a expensas de los cristianos ortodoxos de Amhara, para así fortalecer el apoyo de los musulmanes al poder colonial italiano.
El régimen fascista animó a los campesinos italianos a colonizar el AOI mediante la creación allí de asentamientos agrícolas y pequeños establecimientos industriales. Sin embargo, pocos italianos llegaron a la colonia y la mayor parte lo hizo procedentes de Eritrea. En 1940 sólo 3200 agricultores habían llegado a Etiopía, menos del diez por ciento que él régimen fascista había fijado como meta final. La persistente resistencia de los etíopes nativos, falta de recursos, terreno cultivable, y la incertidumbre de las condiciones políticas y militares desalentó el desarrollo industrial y el asentamiento en el campo etíope No obstante, la Eritrea italiana disfrutó de un importante desarrollo apoyado por 80.000 colonos italianos.
La colonia resultó ser muy cara de mantener y el presupuesto de la AOI en 1936-1937 solicitó de Italia nada menos que 19.136 millones de liras para crear la infraestructura que requería la colonia, debido a los constantes ataques de los combatientes guerrilleros etíopes. Los ingresos fiscales de Italia de aquel año solo fueron de 18.581 millones de liras. También hubo un proyecto urbanístico para la ampliación de Addis Abeba, con el fin de convertirse en la capital artística del Africa Orientale italiana, aunque estos planes arquitectónicos (al igual que otros proyectos) se vieron detenidos con el inicio de la Segunda Guerra Mundial.
Ya iniciada la entrada en guerra de Italia, en 1940 la colonia vecina de la Somalilandia Británica fue ocupada por fuerzas italianas y automáticamente absorbida por el África Oriental Italiana. Esta conquista fue de los pocos éxitos italianos en el África Oriental, que en 1941 caería ante la ofensiva de los Aliados y supuso el fin de todo el AOI.

## Organización administrativa

### Territorios
En 1936, el África Oriental Italiana abarcaba todos los territorios de la actual Etiopía, Eritrea y la mayor parte de Somalia, con la excepción del territorio que compone actualmente de facto la independencia de la República de Somalilandia. La colonia fue dividida en seis provincias, cada una dirigida por un gobernador italiano: 
- Gobernación de Amara,
- Gobernación de Eritrea,
- Gobernación de Gala y Sidama,
- Gobernación de Harar
- Gobernación de Shewa,
- Gobernación de Somalia.

División administrativa en gobernaciones del África Oriental Italiana.

Las divisiones administrativas de la colonia eran importantes para el régimen fascista en el intento de destruir las estructuras de antiguo reino de Etiopía y de fundar un ordenamiento político administrativo nuevo. Estas reformas incluían, además, la construcción de ferrocarriles, carreteras, escuelas, oficinas postales, edificios públicos, centros de salud, estaciones de policía y un sistema bancario. 
En agosto de 1940 el África Oriental Italiana fue brevemente ampliada, cuando las fuerzas italianas conquistaron la Somalia británica, anexionándola al territorio de la provincia de Somalia. Un año más tarde, se volvieron a separar cuando el África Oriental Italiana fue ocupada por las fuerzas británicas, durante la Campaña del África Oriental en el marco de la Segunda Guerra Mundial.

### Sistema bancario

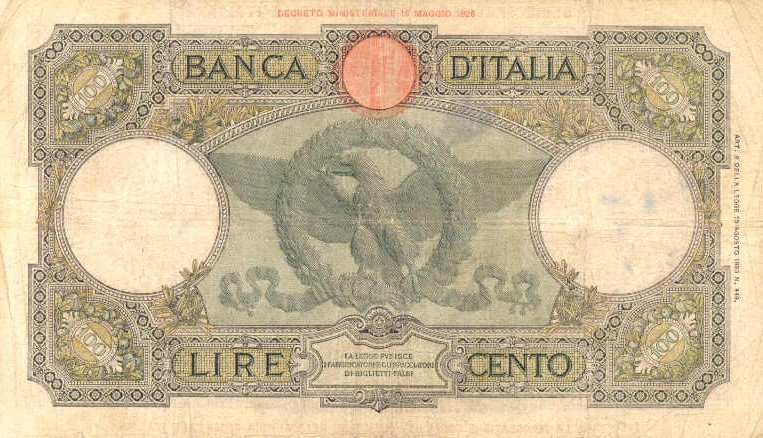
Billete de 100 liras del África Oriental Italiana, emitido por el Banco de Italia (1939).

En 1917 en Italia, el Banco Italiano de Descuento, promovió la creación del Banco para el África Oriental como sociedad anónima, para las colonias de Eritrea y Somalia. El cual fue el primer intento por establecer un sistema bancario moderno en el Cuerno de África, con sedes en Massawa y Mogadiscio, comenzando sus funciones en 1918. En 1923, el banco cesó sus funciones, tras la quiebra del Banco Italiano de Descuento. No obstante, otras instituciones financieras italianas se instalaron en el África Oriental. Así, en 1939 la organización bancaria presente en el A.O.I. era la siguiente:
- Banco de Italia, con sedes en Asmara, Massawa, Asab, Adi Ugri, Keren, Adi Cahié, Gondar, Dese, Adís Abeba, Jima, Harar, Mogadiscio, Merca y Kismaayo.
- Banco de Roma, con sedes en Asmara, Massawa, Asab, Gondar, Dese, Debre Marqos, Adís Abeba, Lekemti, Jima, Gore, Demdi Dolo, Dire Dawa, Harar y Mogadiscio.
- Banco de Nápoles, con sedes en Asmara, Massawa y Mogadiscio
- Banco Nacional del Trabajo, con sede en Asmara, Massawa, Adís Abeba y Decameré.

## Obras realizadas

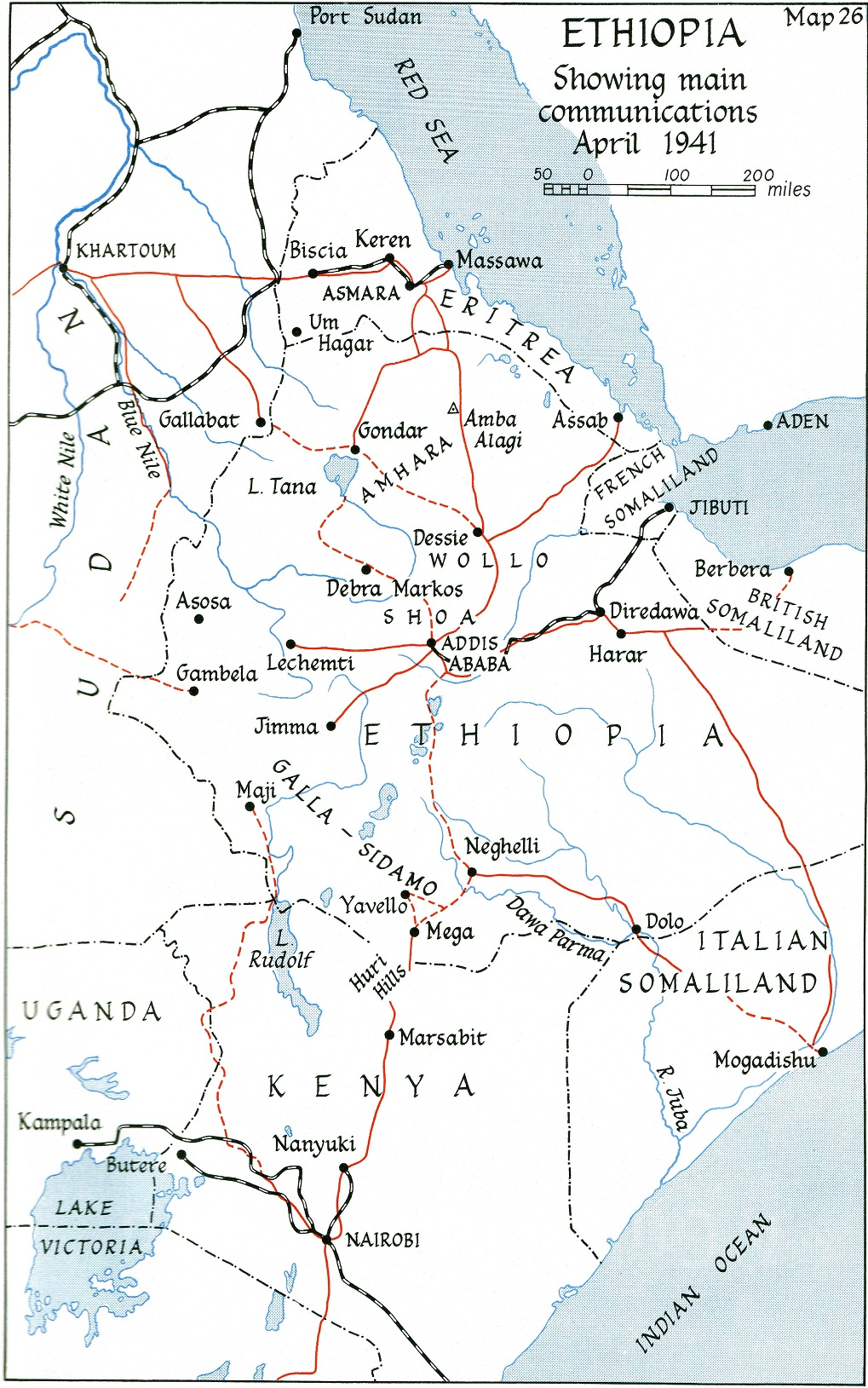
Mapa con las principales carreteras hechas en el AOI por los Italianos en cinco años. En rojo se nota la Asmara-Addis Abeba-Harar-Mogadiscio

En 1940, fue completada la ruta más importante entre las tres ciudades principales: Asmara - Addis Abeba - Mogadiscio.